# هانچوان
هانچوان (به لاتین: Hanchuan) یک منطقهٔ مسکونی در چین است که در شیاوگان واقع شده‌است. هانچوان ۸۴٫۶۰ کیلومتر مربع مساحت و ۱٬۰۱۵٬۵۰۷ نفر جمعیت دارد.